# Вельца
Вельца — деревня в Бережковском сельском поселении Волховского района Ленинградской области.

## История
С конца XV и до начала XVI века к югу от места расположения современной деревни находился Никольский Гостинопольский монастырь.
Деревня Вельца упоминается в переписи 1710 года в Михайловском погосте на Ладожском пороге Заонежской половины Обонежской пятины.
На карте Санкт-Петербургской губернии Ф. Ф. Шуберта 1834 года она обозначена как деревня Вельсы, состоящая из 70 крестьянских дворов.

ВЕЛЬЦА — деревня принадлежит генерал-лейтенанту Шкурину, число жителей по ревизии: 179 м. п., 162 ж. п. (1838 год)

Как деревня Вельсы из 70 дворов она отмечена на карте Ф. Ф. Шуберта 1844 года.

ВЕЛЬЦЫ — деревня наследников генерал-лейтенанта Шкурина, по просёлочной дороге, число дворов — 89, число душ — 199 м. п. (1856 год)

ВЕЛЬЦА (ВЕЛЬСЫ) — деревня владельческая при реке Волхове, число дворов — 62, число жителей: 213 м. п., 217 ж. п. (1862 год)

В 1871—1875 годах временнообязанные крестьяне деревни выкупили свои земельные наделы у Г. П. Яковлева и стали собственниками земли.
В 1881 году временнообязанные крестьяне выкупили свои земельные наделы у Е. А. фон Моллер.
Согласно материалам по статистике народного хозяйства Новоладожского уезда 1891 года имение при селении Вельцы площадью 1935 десятин принадлежало наследникам жены вице-адмирала Е. А. фон Моллер, имение было приобретено до 1868 года.
В конце XIX — начале XX века деревня административно относилась к Михайловской волости 2-го стана Новоладожского уезда Санкт-Петербургской губернии.
По данным «Памятной книжки Санкт-Петербургской губернии» за 1905 год деревня Вельца входила в Велецкое сельское общество.
Согласно военно-топографической карте Петроградской и Новгородской губерний издания 1915 года и карте Петербургской губернии издания 1922 года деревня называлась Вельсы, в деревне была ветряная мельница.
С 1917 по 1919 год деревня Вельцы входила в состав Михайловской волости Новоладожского уезда.
С 1919 года в составе Велецкого сельсовета Пролетарской волости.
С 1926 года в составе Волховского сельсовета. Согласно данным переписи населения СССР 1926 года в деревне Вельцы проживали 455 человек — большинство русские, а также латыши.
С 1927 года в составе Волховского района.
В 1928 году население деревни Вельцы также составляло 455 человек.
По данным 1933 года деревня называлась Вельца и входила в состав Волховского сельсовета Волховского района.

План деревни Вельца. 1941 год

Согласно топографической карте РККА 1941 года деревня насчитывала 74 двора.
В 1958 году население деревни Вельцы составляло 129 человек.
По данным 1966 года деревня называлась Вельцы и также входила в состав Волховского сельсовета.
По данным 1973 и 1990 годов деревня называлась Вельца и входила в состав Прусыногорского сельсовета.
В 1997 году в деревне Вельца Бережковской волости проживали 34 человека, в 2002 году — 47 человек (русские — 83 %).
В 2007 году в деревне Вельца Бережковского СП — 30 человек.

## География
Деревня расположена в южной части района на правом берегу реки Волхов.
Через деревню проходит автодорога 41К-022 (Кириши — Городище — Волхов).
Расстояние до административного центра поселения — 12 км.
Расстояние до ближайшей железнодорожной станции Гостинополье — 1 км.

## Демография
| 1838 | 1862 | 1997 | 2002 | 2007 | 2010 | 2017 |
| ---- | ---- | ---- | ---- | ---- | ---- | ---- |
| 341  | ↗430 | ↘34  | ↗47  | ↘30  | ↗37  | ↘34  |

### Национальный состав
Согласно данным Всероссийской переписи населения 2021 года в деревне проживали 37 человек, из них:
 русские — 34, украинцы — 3 человека.